# Топалов – Камски (мач на претендентите, 2009)
Топалов – Камски е мач на претендентите за шампионската титла в световното първенство по шахмат между Веселин Топалов (България) и Гата Камски (САЩ), състоял се в София от 16 до 28 февруари 2009 г.
За провеждане на мача е предвидена зала 6 на Националния дворец на културата, като е осигурено той да бъде предаван на живо по Интернет, а ходовете от партиите да се отразяват в уебсайта на мача.
Мачът завършва при резултат 4½ на 2½ точки в полза на Топалов след 7 изиграни партии (от общо 8 предвидени). Победата дава право на Топалов да играе в мача за световната титла срещу нейния носител Вишванатан Ананд през 2010 г.

## Галерия
- Снимка от 2-ри кръг
- Масата преди 3-ти кръг
- Фоторепортери
- Проверка на времето
- Топалов записва хода си